# Guy Le Gentil de La Barbinais
Guy Le Gentil de La Barbinais, né le 16 janvier 1692 à Saint-Malo et mort le 30 décembre 1731 à Nantes, est un aventurier français et commissaire de marine.
Il est l'un des premiers français ayant effectué une circumnavigation du monde. Il est le père de Guy Le Gentil de Paroy.

## Biographie
Né le 16 janvier 1692 à Saint-Malo, il entreprend à l'âge de 22 ans un voyage qui l'emmène jusqu'au Pérou et en Chine. Le voyage a lieu entre 1714 et 1718, d'abord à bord du vaisseau le Vainqueur, un navire marchand qui appartient à son oncle Jacques Bourdas, et ensuite sur le Jupiter commandé par le capitaine Maurice Béven. Ces deux expéditions maritimes ont pour objectif de faire du commerce en Amérique du Sud, malgré l'interdiction par Louis XIV aux Français d'y naviguer depuis 1712.
Il retourne sans doute en Bretagne, peu avant sa mort le 30 décembre 1731 à Nantes.
Une rue de Saint-Malo porte son nom.

## Tour du monde

### Départ de Cherbourg
De la Barbinais est considéré comme étant le premier Français à avoir complété un tour du monde documenté. Dans le discours préliminaire du récit de voyage du premier tour du monde commandité par le roi de France, Louis-Antoine de Bougainville note : «« En 1714, un Français nommé Le Gentil de La Barbinais, était parti sur un vaisseau particulier, pour aller faire la contrebande sur les côtes du Chili et du Pérou. De là, il se rendit en Chine, où après avoir séjourné près d'un an dans divers comptoirs, il s'embarqua sur un autre bâtiment que celui qui l'y avait amené, et revint en Europe, ayant à la vérité fait de sa personne le tour du Monde, mais sans qu'on puisse dire que ce soit un voyage autour du monde fait par la Nation française »,.
Le départ du Vainqueur est effectué à Cherbourg le 8 août 1714. Le navire passe par les Canaries et le Brésil, où il manque de s'échouer sur un banc de sable.

### Passage au Brésil
Lors de son passage au Brésil, de la Barbinais se fait critique des « désordres des gens d'Église » : « Les moeurs sont corrompues dans ce Pays, & l'homme y porte un front qui ne rougit jamais. Les femmes ne sont pas moins débauchées : elles vivent dans un désordre public. Les Religieux et les Prêtres Seculiers (outre leur ignorance qui est honteuse, & au-dessus de toutes les expressions) ont un commerce public avec les femmes, & on les connoît plutôt par le nom de leurs Maîtresses que par celui qu'ils ont ».
Rapidement lors des escales au Pérou et au Chili, de la Barbinais réalise qu'il sera difficile d'y faire commerce : il compte plus de quarante bateaux français qui ont fait fi de l'interdiction de commerce en Amérique du Sud dans la baie de Concepción.

### Passage en Chine
De la Barbinais change de plan et embarque le 4 mars 1716 sur un nouveau navire, le Jupiter, en direction de la Chine. Sa traversée de l'océan Pacifique, pendant laquelle il fait escale à l'île de Guam dure trois mois. Il séjourne ensuite sept mois en Chine. L'équipage a recours au soutien du révérend sur place afin que les Mandarins acceptent que leur soient apportés des vivres. Durant cette période, de la Barbinais s'installe dans un monastère de bonzes et s'intéresse à l'histoire de la Chine et de sa conquête par les Tartares.
Le navire fait escale à Java et demeure ensuite cinq mois à l'île Bourbon. Après le passage du Cap de Bonne-Espérance à la fin octobre, les vents amènent le navire à rentrer par le Brésil et à remonter par l'Atlantique Nord. En avril 1718, le Jupiter débarque en Espagne pour apprendre que son armateur a fait banqueroute et qu'il a cédé aux créanciers l'intérêt qu'ils avaient dans le vaisseau.
Après 4 ans de voyage, Le Gentil de la Barbinais revient à Gênes en juillet 1718, et repart pour Saint-Domingue où il est commissaire ordonnateur de la marine au Cap-Français ; c'est à cet endroit qu'il fait finalement fortune.

## Publication
À son retour de voyage en 1725, de la Barbinais publie la première édition de Nouveau voyage autour du monde par L. G. de la Barbinais..., un ouvrage en 3 tomes qui présente ses observations ainsi que des cartes et gravures. Le texte est écrit sous forme de lettres adressées à un destinataire imaginaire et comprend 18 gravures. Cet ouvrage est réimprimé en 1727 chez Flahaut, en 1728 chez Briasson et ensuite piraté par des imprimeurs hollandais, incluant Pieter Mortier, à Amsterdam (1728, 1729, 1731, 1734, 1746, 1747).  
Le récit du Gentil de la Barbinais offre, entre autres, un témoignage de première main sur l'état des rapports de genre, l'esclavagisme et le métissage à l'époque de la colonisation.      